# Skipper
Pour les articles homonymes, voir Skipper (homonymie).

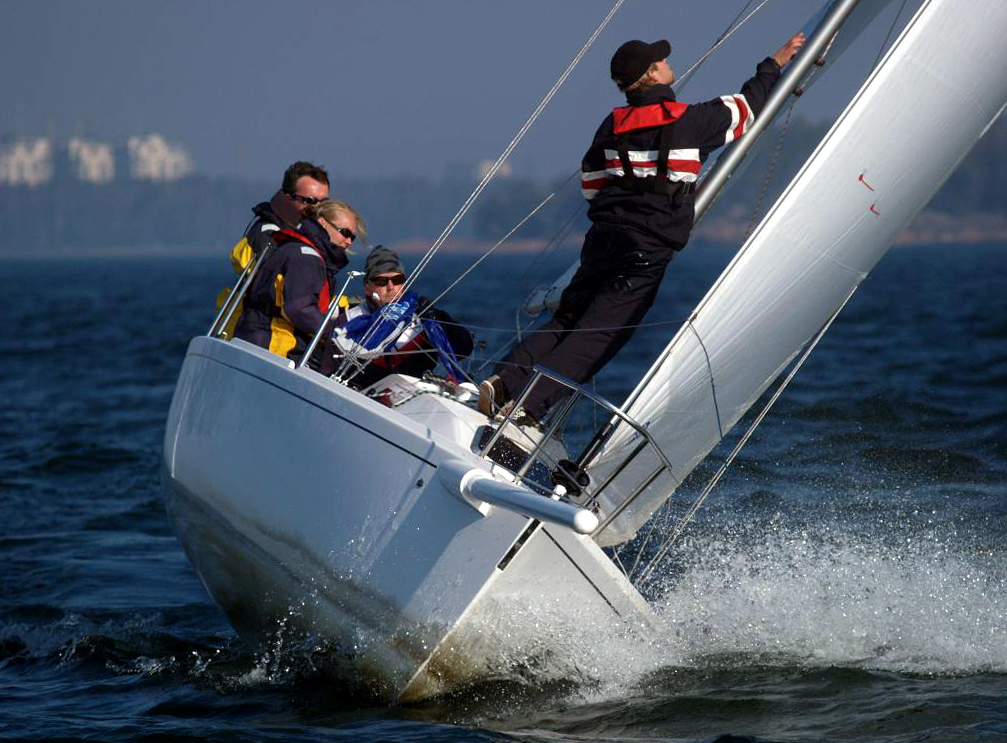
Navire à voiles.

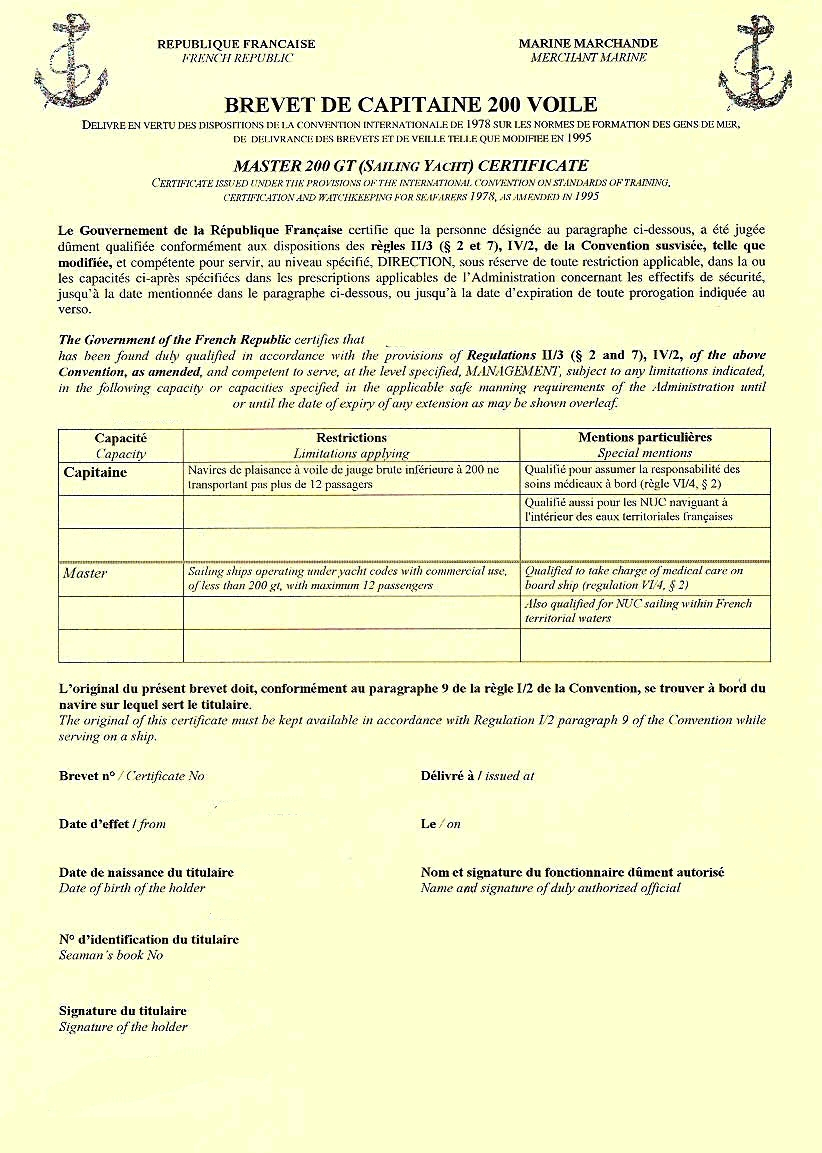
Brevet de skipper, pour la conduite des bateaux de plaisance.

Le skipper, anglicisme provenant lui-même du néerlandais schipper (navigateur), ou skippeur (féminin : skippeuse) est le chef de bord d’un bateau. Selon le type d’embarcation, il peut s’agir du barreur d'un voilier de régate ou de course, ou du capitaine d'un bateau de plaisance ou d’un yacht,. Il prend les décisions nécessaires à la bonne marche du bateau et dirige l’équipage, éventuellement assisté d’autres personnels tels qu’un second ou des chefs de quart.
Anciennement, ce terme désignait le commandant d'un navire marchand.

## Skipper professionnel
Le skipper professionnel assure :
- le transport payant de passagers ;
- le convoyage de bateaux de plaisance d'un port à un autre.

Le skipper peut être un salarié permanent ou être recruté pour chaque contrat de transport de passagers ou chaque contrat de convoyage par des organismes ou des particuliers. Sa rémunération dépend de la durée du trajet, du type du navire et peut être en fonction du nombre de passagers.
Titres professionnels, pour la conduite des bateaux de plaisance à voile :
- Capitaine 200 voile[7],[8]. (longueur du voilier jusqu'à environ 30 mètres).
- Chef de quart de yacht 500 avec le module voile[9],[8] (longueur du voilier jusqu'à environ 50 mètres).
- Capitaine de yacht 500 avec le module voile[9] (longueur du voilier jusqu'à environ 50 mètres).
- Capitaine de yacht 3000 avec le module voile[10] (longueur du voilier jusqu'à environ 100 mètres).

Le brevet de capitaine est revalidé tous les 5 ans par les Affaires maritimes, le capitaine doit justifier de 730 jours minimum de navigation professionnelle dans cette période de 5 ans, avec une remise à niveau des modules :
- de secouriste,
- médecine d'urgence[11],
- stage incendie,
- certificat radio maritime SMDSM : 
CRO certificat restreint d'opérateur (SRC) Short Range Certificate. 
CGO certificat général d'opérateur (LRC) Long Range Certificate. 
CSO certificat spécial d'opérateur (LRC) Long Range Certificate.